# Metacharis indissimilis
Metacharis indissimilis är en fjärilsart som beskrevs av Archibald C. Weeks 1901. Metacharis indissimilis ingår i släktet Metacharis och familjen Riodinidae. Inga underarter finns listade i Catalogue of Life.